# Aim (demônio)
Este artigo é sobre um demônio. Para Associação das indústrias marítimas, veja Aim. Para ISO 639, código Aym, veja Língua aimará.
Na demonologia, Aim, também conhecido como Aym, Aini ou ainda Haborym, é o vigésimo terceiro Duque dos Infernos, que tem sob seu comando mais de vinte e seis legiões de outros demônios.
Ele queima cidades, castelos e grandes lugares, torna os homens inteligentes em todos os sentidos, e dá respostas verdadeiras a questões relacionadas com a vida privada.
Ele é retratado como um homem bonito, mas com três cabeças, uma de uma serpente, a segunda de um homem com duas estrelas em sua testa, e a terceira de um gato. Ele está cavalgando uma víbora, e em sua mão, leva um pedaço de lenha acesa ou meio queimada com que ele apresenta o pedido de coisas a arder. 

## Literatura
- S. L. MacGregor Mathers, A. Crowley, The Goetia: The Lesser Key of Solomon the King (1904). 1995 reprint: ISBN 0-87728-847-X.